# Boeing YAL-1
Boeing YAL-1  Este un avion cu sistem laser montat în interiorul unui Boeing 747-400F transformat semnificativ, care a primit de la Ministerul apărării americane codul YAL–1A(în 2004).
Avionul fost proiectat în principal ca să distrugă rachetele balistice tactice atunci, când acestea se află în faza de lansare (până la 150-200 km de la lansare). În februarie 2007 YAL-1 cu un laser de mică putere montat pe avion au distrus cu succes o rachetă. Un alt test în luna ianuarie 2010 făcut de data aceasta cu un laser cu energie înaltă a reușit să intercepteze o rachetă, iar în lunile următoare s-au distrus cu succes alte două rachete de test.
În anii 1980 s-a testat deja un prototip cu putere mai mică al acestui sistem pe avioane KC–135 Stratotanker și au reușit să distrugă cu succes mai multe rachete. Sistemul laser YAL–1 a fost dezvoltat pe baza rezultatelor cercetării din cadrul programului „Airborne Laser Laboratory”.
În 2010 s-au tăiat fondurile pentru cercetare și în decembrie 2011 programul a fost suspendat.

## Prezentare succintă
Sistemul laser nu arde gaură în rachetă și nu aruncă racheta în aer. Laserul încălzește la temperaturi foarte înalte corpul rachetei și prin aceasta slăbește metalul, care datorită forțelor ce acționează în timpul zborului se rupe în fragmente. Dacă sistemul în viitor va îndeplini așteptările, atunci teoretic se va construi o flotă de șapte avioane Boeing, cu care ar putea fi prezenți la două teatre de luptă.
Alte avioane asemănătoare:
- Beriev A-60
- Boeing NKC-135A

## Vezi și

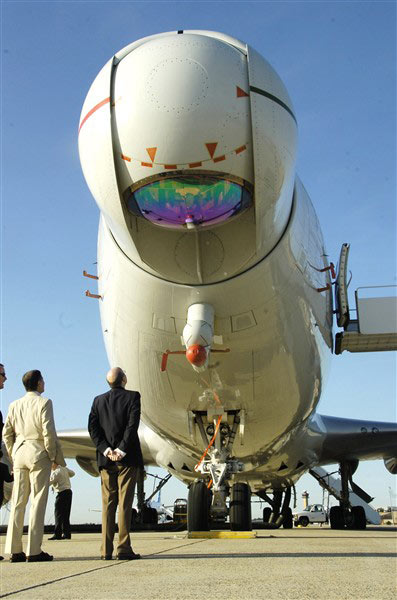
Sistemul de laser montat în bot